# Monareczka czarnogardła
Monareczka czarnogardła, monarka czarnogardła (Symposiachrus mundus) – gatunek małego ptaka z rodziny monarek (Monarchidae). Jest endemitem południowej części archipelagu Moluków w Indonezji. Jego naturalnym środowiskiem są tropikalne wilgotne lasy nizinne i subtropikalne lub tropikalne lasy namorzynowe. Nie jest zagrożony wyginięciem.

## Taksonomia
Ptak został pierwotnie umieszczony w rodzaju Monarcha, następnie przeniesiony do Symposiachrus w 2009. Nie wyróżnia się podgatunków.

## Morfologia
Obie płcie są do siebie podobne. Ptak ten ma ciemnoszarą głowę z wyraźną czarną maską i gardłem. Spód ciała jest intensywnie biały, podczas gdy górna część ciała jest również ciemnoszara, ogon ciemny z widocznymi białymi piórami na zewnętrznych krawędziach. Młodsze ptaki mają szaro-brązowe ubarwienie na górnej części ciała i cynamonowy odcień na dolnej części ciała, z białymi znaczeniami na twarzy, gardle i szyi. W przeciwieństwie do monareczki okularowej ptak ten nie ma pomarańczowego zabarwienia na piersi. Długość ciała 16 cm.

## Występowanie
Występowanie ograniczone do kilku indonezyjskich wysp w południowej części archipelagu Moluków: Wysp Tanimbar, Babar i Damar. Często można je dostrzec samotnie lub w parach, łączące się w grupy różnych gatunków ptaków w dolnych partiach lasów, na obrzeżach lasów i w namorzynach. Ptak nie migruje. Zasięg występowania obejmuje teren 34 000 km².

## Pożywienie
Dieta nie jest dobrze znana, ale składa się głównie z małych bezkręgowców. Występuje najczęściej w żerujących stadach mieszanych gatunków. Aktywnie żeruje na środkowych piętrach drzew; zbiera owady z liści, zwłaszcza ze spodniej strony liści i gałęzi, podobnie jak kowaliki.

## Status i zagrożenia
W Czerwonej księdze gatunków zagrożonych Międzynarodowej Unii Ochrony Przyrody gatunek został zaliczony do kategorii LC (ang. Least Concern – najmniejszej troski). Ze względu na brak dowodów na spadki liczebności bądź istotne zagrożenia dla gatunku BirdLife International uznaje trend liczebności populacji za prawdopodobnie stabilny. Choć gatunek ten ma ograniczony zasięg występowania, to nie uważa się, że zbliża się do progu zagrożenia na podstawie kryterium wielkości zasięgu. Wielkość populacji nie została określona ilościowo, ale nie uważa się, że zbliża się do progu zagrożenia zgodnie z kryterium wielkości populacji.